# Paukzeug

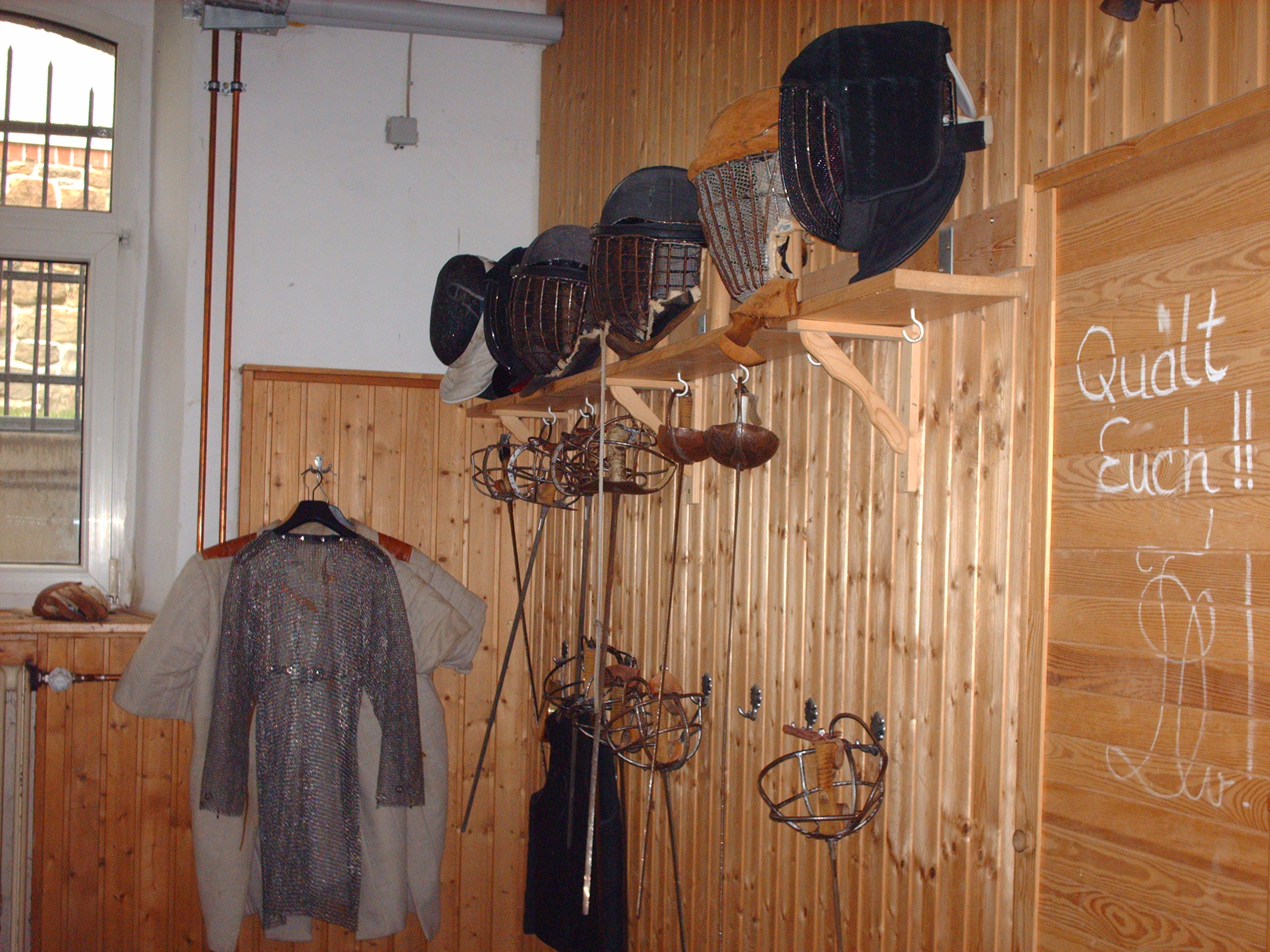
Paukzeug in einem Paukraum

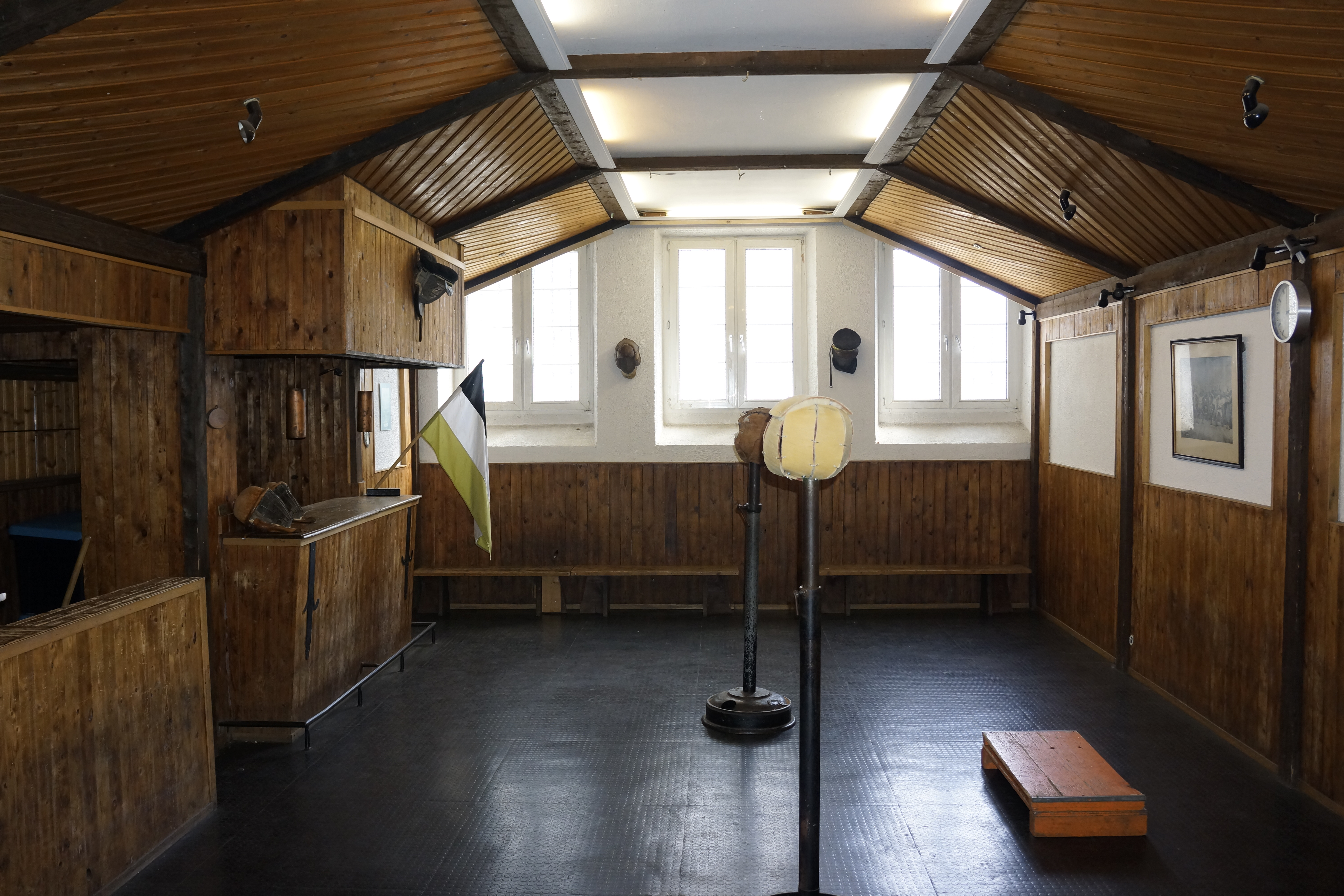
Ein Paukboden mit 2 Phantomen auf einem Verbindungshaus

Paukboden mit Paukbetrieb

Paukzeug bzw. Mensurzeug bezeichnet die Ausrüstung von Studentenverbindungen, die zum Pauken bzw. zum Schlagen einer Mensur benötigt wird.

## Gebrauch
Das größtenteils aus Schutzausrüstung bestehende Paukzeug wird auf dem Paukboden bzw. in einem Paukschrank oder Paukraum aufbewahrt und in einer Paukkiste/Mensurkiste zum Mensurtag auf den Mensurboden transportiert. Jede Verbindung ist für ihr Paukzeug selbst verantwortlich; einige Gegenstände werden eventuell auch vom Waffenring zur Verfügung gestellt.
Je nach Fechtcomment kann eine unterschiedliche Mensurausrüstung verlangt werden. Oftmals ist hierin auch der Gebrauch des Paukzeugs geregelt. Jeder an einer Mensur Beteiligte hat während der Partie unterschiedliche Ausrüstungsgegenstände anzulegen bzw. mit sich zu führen. Während des Paukens zur Vorbereitung einer Mensur werden teilweise Utensilien mit weniger Schutzwirkung angelegt. Während der Mensur kann in einer Bandagenpause das Paukzeug gerichtet und repariert werden.

### Paukant

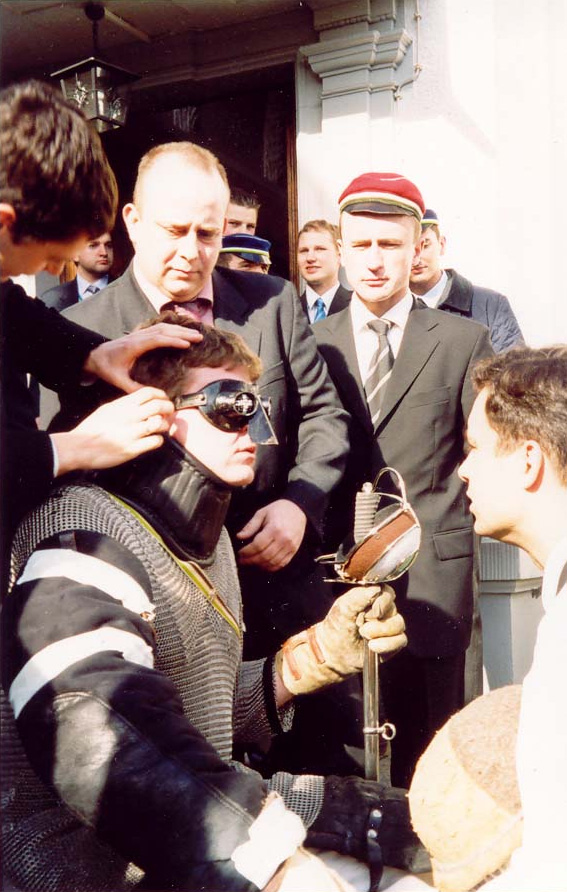
Ein Paukant mit Paukbrille, Halskrause, Kettenhemd, Mensurstulp, Mensurhandschuh und Mensurschläger

- Studentische Fechtwaffe (Korbschläger in den Farben der Verbindung, Glockenschläger, Säbel), mit scharfer Klinge
- Paukbrille mit Nasenblech
- Halskrause/Halsbinde, Kettenschutz für Hals und Schulter
- Kevlarweste bzw. Unterziehplastron aus Kevlar
- Kettenhemd
- Mensurstulp
- Mensurhandschuh
- Tiefschutz
- Diverse Schutzleder bzw. Schmissleder

Nur beim Einpauken:
- Studentische Fechtwaffe (Korbschläger mit blankem Korb, Glockenschläger, Säbel), mit stumpfer Klinge
- Paukhelm
- Paukplastron
- Paukstulp
- Paukhandschuh
- Mensurhaube (Muckhaube)
- Auf dem Paukboden findet sich auch das Phantom, eine Art Paukpuppe, die den späteren Gegner simuliert

### Sekundant

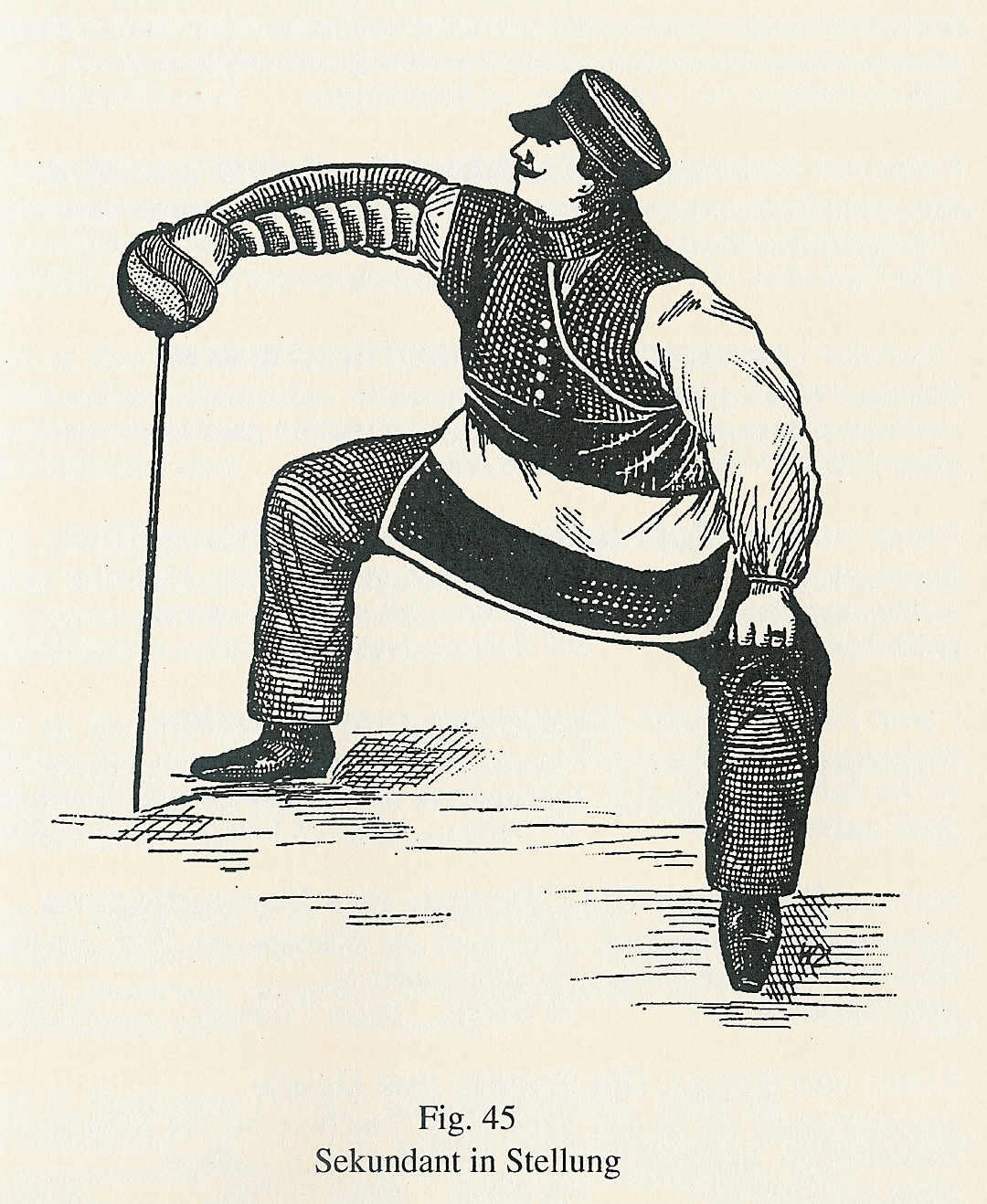
Ein Sekundant in Montur

- Sekundantenschläger, Korbschläger in den Farben der Verbindung, mit stumpfer Klinge
- Sekundantenhelm, ein spezieller Paukhelm
- Sekundantenhalsbandage, Halskrause/Halsbinde
- Sekundantenplastron mit Tiefschutz, teilweise gesonderter Rückenschutz
- Sekundantenstulp mit Mensurhandschuh

### Testant
- Halsbinde/Halskrause
- Testantenhandschuh, Kettenhandschuh
- Putzlappen und Desinfektionsmittel in einer Schale zum Reinigen der Paukanten-Klinge
- Panzertape und Werkzeug (Zange, Hammer, Eisensäge …) für die Fechtwaffe
- Ersatzklingen, Ersatzteile
- Klingenschutz für den Transport, Klingenetui
- Höhenausgleichsbretter

### Schleppfuchs
- Halsbinde/Halskrause
- Paukhandschuh
- Paukhelm (nicht allgemein üblich)

### Protokollführer / Schreibfuchs
- Mensurbuch/Paukbuch bzw. Mensurkarten

### Unparteiischer
- Waffenringssatzung / Paukkomment bzw. Fechtcomment

### Paukarzt

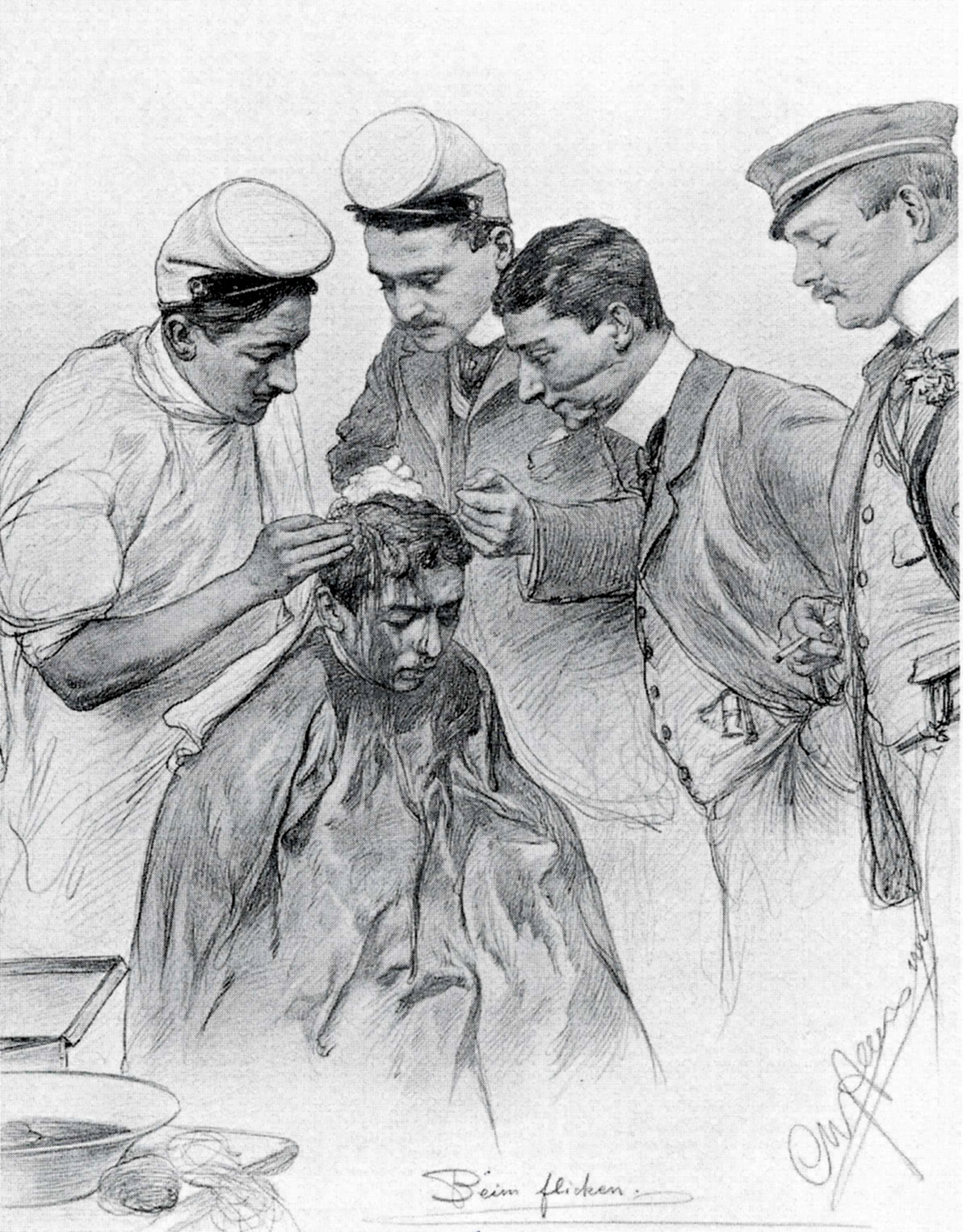
Der Paukarzt mit Flickzeug beim Flicken

- Paukarztkoffer mit medizinischer Ausrüstung

## Einzelne Gegenstände

### Bandagen
Die Halskrause schützt die Halsschlagadern und verhindert tödliche Mensurunfälle. Die Halskrause besteht in der Regel aus mehreren Lagen von langen, dünnen Binden aus verstärkter Seide und/oder Leder (Mensurkrawatte) und evtl. zusätzlich eine Stoffbrünne. Den Abschluss bildet eine steife, breite Binde aus festem Leder, die im Nacken mit Schnallen befestigt wird, oder eine Kettenbrünne. Daneben gibt es eine Halsbandage bzw. Halsbinde in dünner oder dicker Ausführung.

### Handschuhe
Der Mensurhandschuh und der Paukhandschuh bestehen beide aus dickerem Leder und dienen dem Schutz der Hände. Der Mensurhandschuh ist zusätzlich mit Metalleinarbeitungen verstärkt. Der Kettenhandschuh wird vom Testanten zum Schnittschutz getragen.

### Helme
Siehe: Paukhelm. Der Sekundant trägt einen Sekundantenhelm.

### Leder

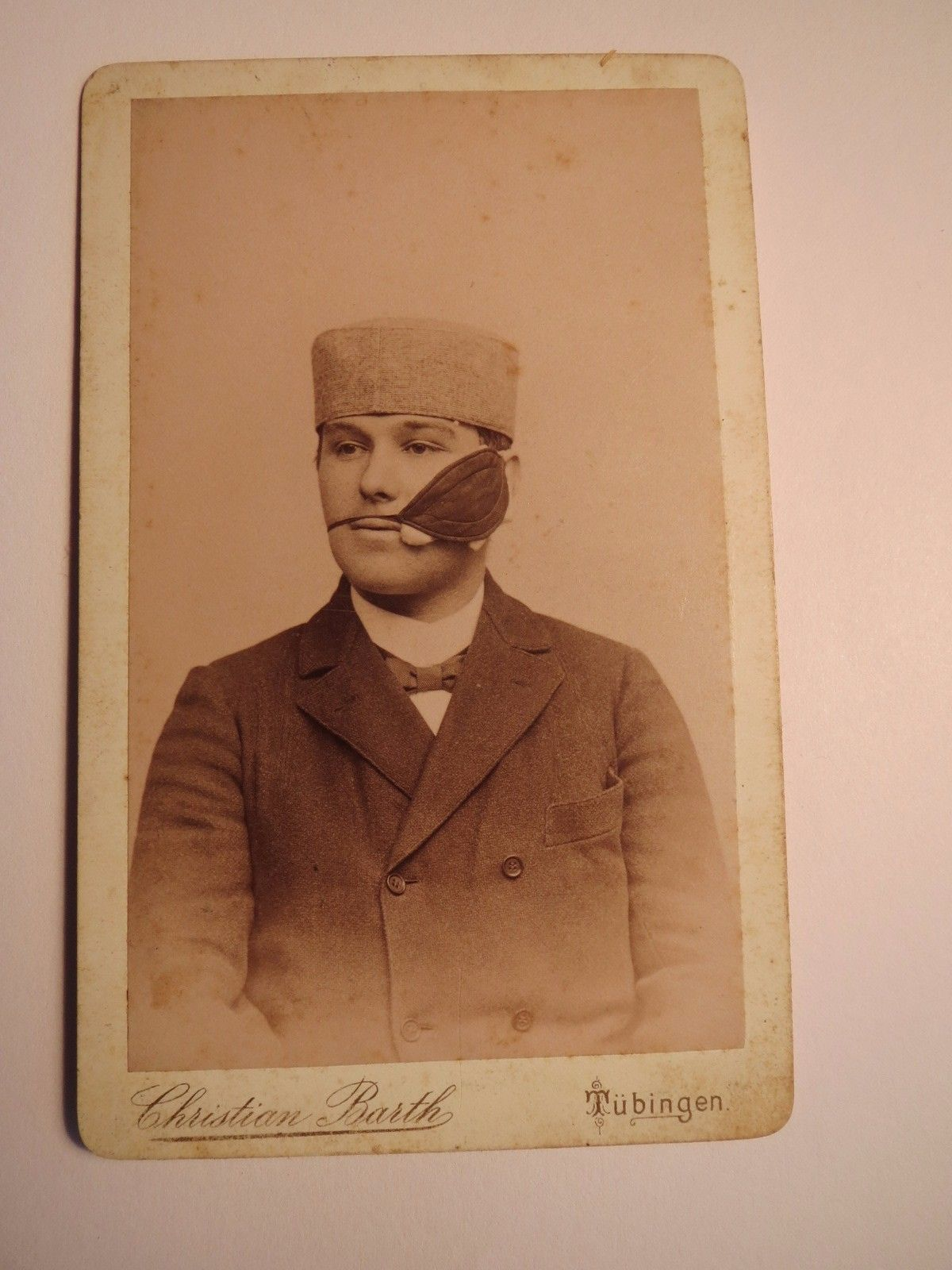
Student mit Schmissleder nach der Mensur (1896)

Diverse Schutzleder dienen zum Schutz vor Treffern, so gibt es unter anderem Ohrenleder, Herzleder, Wangenleder und das Parotisleder. Zum Abdecken von noch nicht verheilten Schmissen werden Schmissleder gesetzt.

### Oberkörperschutz
Ein Paukplastron ist ein gepolsterter Oberkörperschutz. In der Mensur wird er durch das Kettenhemd und die Kevlarweste ersetzt. Für den Sekundanten gibt es einen speziellen Sekundantenplastron, teilweise mit gesondertem Rückenschutz.

### Paukbrille
Siehe: Paukbrille.

### Protokolle

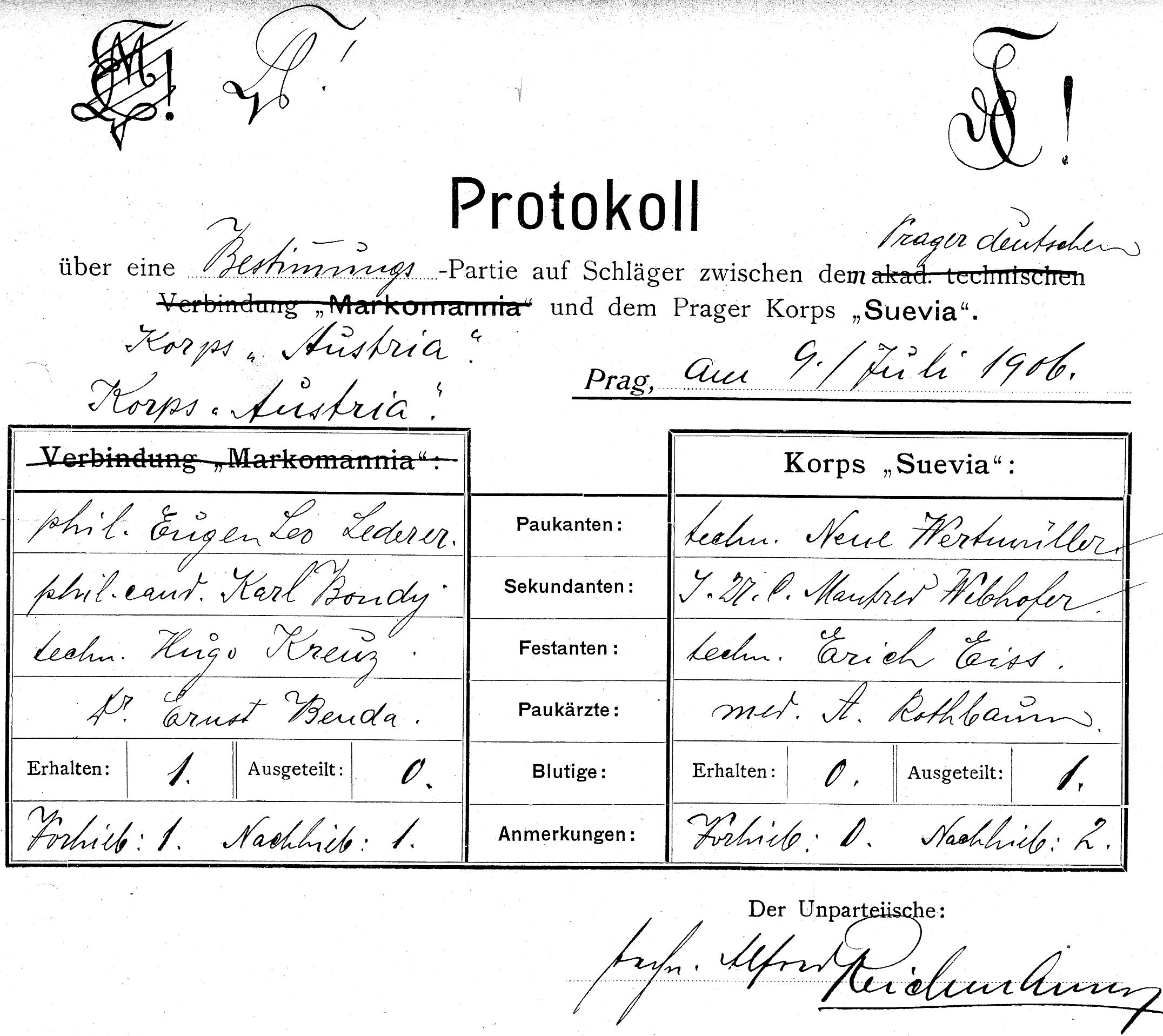
Mensurkarte als Protokoll der Partie

Ein Mensurbuch/Paukbuch bzw. die Mensurkarten dienen zur Dokumentation der Partie. In der Regel werden in einem solchen Mensurprotokoll die Namen und Verbindungen der Teilnehmer, die Art der Partie, die Anzahl der Gänge, Ort und Datum sowie die Anzahl der Treffer, Nadeln und Monita eingetragen. Wissenschaftlich interessant sind frühe Paukbücher des 19. Jahrhunderts, da sich aus ihnen Mensuren bekannter Persönlichkeiten rekonstruieren lassen.

### Stulpen
Pauk- und Mensurstulp sind Armstulpen und dienen zur Abwehr von Hieben. Teilweise sind sie mit einem Handschuh zusammengenäht, oder es werden Stulp und Handschuh mit einem Verschluss miteinander verbunden.

### Tiefschutz
Ein Tiefschutz ist ein gepolsterter Unterkörperschutz, der beim Sekundanten als Sekundantenschurz oft mit den Farben bzw. dem Zirkel der Verbindung versehen ist.

### Waffen
Als Studentische Fechtwaffen dienen heute hauptsächlich Korbschläger, bei der Mensur als Mensurschläger in den Farben der Verbindung, und Glockenschläger sowie besonders beim Pennalen Fechten Säbel. Früher war in Prag auch die Prager Plempe in Gebrauch. Der Sekundant nutzt einen Korbschläger zum Einfallen.

## Takelage
Bei den Deutsch-Baltischen Studentenverbindungen heißt das Paukzeug Takelage, estnisch Takelaaz.